# ريان هاميلتون
ريان هاميلتون هو لاعب هوكي الجليد كندي، ولد في 15 أبريل 1985 في أوشاوا في كندا.

## وصلات خارجية
- ريان هاميلتون على موقع دوري الهوكي الوطني (الإنجليزية)
- ريان هاميلتون على موقع EliteProspects.com (الإنجليزية)
- ريان هاميلتون على موقع Eurohockey.com (الإنجليزية)
- ريان هاميلتون على موقع HockeyDB.com (الإنجليزية)
- ريان هاميلتون على موقع Hockey-Reference.com (الإنجليزية)